# Lunedì mattina
Lunedì mattina è un film del 2002 scritto e diretto da Otar Iosseliani.

## Trama
Vincent vive con la madre, la moglie e i due figli, Nicolas e Gaston in un villaggio della campagna francese. Ogni mattina, con metodica regolarità, si alza al suono della sveglia, lascia le  ciabatte davanti alla dimessa Renault con cui si reca alla stazione, incrociando sempre nello stesso punto il trattore del vicino, e raggiunge col treno la cittadina in cui ha sede lo stabilimento chimico in cui lavora come saldatore. Ai cancelli fuma la sigaretta del condannato ed entra in un inferno di vapori ed emissioni di sostanze dai colori più inquietanti. Al ritorno, dedica alla pittura, i pochi attimi che riesce a sottrarre alle continue richieste, da parte della moglie, di lavoretti e riparazioni all'abitazione.
Ma un bel giorno, giunto davanti ai cancelli, non spegne la sigaretta e non entra. Decide di andare a far visita al padre in una qualche città. Per la strada sottrae una giovane all'aggressione di tre bulli, ricavandone una sonora bastonata e il padre alle attenzioni della zia e di altre due pie vecchie che lo vorrebbero sul punto di morte. Dal padre riceve del denaro e l'indirizzo di un vecchio amico veneziano: il marchese Enzo Di Martino.  Quella notte dorme a casa di un vecchio compagno di scuola che, travestito da distinta signora, gestisce i cessi di un locale, in cui Vincent si è intrattenuto, in compagnia di un gruppo di cosacchi, bevendo vodka e cantando strazianti motivi sentimentali.
La mattina parte per Venezia. Dopo una rapida visita allo stravagante marchese incontra Carlo, operaio chimico a Marghera che lo guida nella scoperta delle bellezze della laguna. Trascorre la notte, cantando e bevendo a casa del nuovo amico e la mattina successiva lo accompagna al lavoro. Poiché, sin dal suo arrivo, un borsaiolo lo ha lasciato senza denaro, deve mettere a frutto le sue abilità professionali ed imbarcarsi su una nave tedesca. Nel villaggio francese, la vita, intanto, scorre come sempre. Il parroco spia le sue anime, col binocolo, dall'alto del campanile. L'avaro vicino della famiglia continua a litigare con la moglie, a causa della sua prodigalità e Barthèlèmy, il loro manovale a farsi scrivere da Nicolas lettere d'amore per la fidanzata. Porte e cancelli vengono sbarrati all'arrivo di una compagnia di gitani che lascia dietro di sé un coccodrillo, rinvenuto chissà dove, e che, comunque, serve a Nicolas come soggetto per il drago del San Giorgio, che sta dipingendo sulle pareti della chiesa. Le notizie di Vincent giungono attraverso cartoline dall'Egitto, regolarmente fatte a pezzi, con irritazione, dalla moglie.
Poi, un giorno, dalla macchina volante,  che si è costruito, Nicolas vede il padre risalire la strada per il villaggio. Viene accolto nella più assoluta normalità, scandita da nuovi lavoretti da fare e, la mattina del lunedì i pennacchi di fumo del treno per pendolari e della ciminiera, avvistati dall'alto del cielo, indicano il ritorno di Vincent alla vecchia vita.

## Critica
Con il suo inconfondibile stile ironico, leggero, raffinato che, nel ricorso ad un uso minimalista dei dialoghi e della costruzione narrativa e psicologica, a favore della puntigliosa osservazione dei comportamenti e delle loro conseguenze ha fatto ricordare Tati e Chaplin,  Ioseliani torna in questo film ad affrontare uno dei suoi temi prediletti: l'impossibilità per l'individuo di sottrarsi con la fuga al suo “tragico destino” e la necessità che “ognuno beva il suo calice sino in fondo”.

## Riconoscimenti
- 2002 - Festival di Berlino
  - Miglior regista
  - Premio FIPRESCI